# Menco Rein Mulder

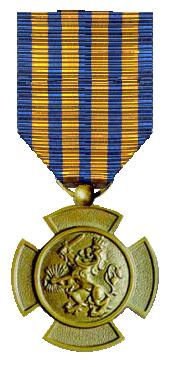
Bronzen Leeuw

Menco Rein Mulder (Groningen, 23 december 1923 – Utrecht, 23 april 1945) was een Nederlandse verzetsstrijder tijdens de Tweede Wereldoorlog. 
Mulder werd door het Bureau Inlichtingen (BI), in de nacht van 27 op 28 maart 1945, bij Nieuwkoop geparachuteerd. Hij verzorgde het radiocontact tussen de Groep Packard, eerst in Den Haag en vanaf 6 april 1945 in Utrecht, en het BI in Londen. Hij werd in de nacht van 22 op 23 april 1945 door de Sicherheitsdienst (SD) gearresteerd. Op 23 april 1945 werd hij dood aangetroffen in de arrestantenkamer van de SD in Utrecht, Maliebaan 74. In opdracht van de SD werd op 24 april zijn lichaam naar het Pathologisch Instituut gebracht voor sectie door de Patholoog-Anatoom, prof. Nieuwenhuijse.

## Engelandvaarder
Mulder werd in Londen opgeleid tot agent van het Bureau Inlichtingen (BI). Het BI werkte nauw samen met de Engelse Secret Intelligence Service (SIS). Na zijn opleiding tot radiotelegrafist was hij gereed om boven bezet Nederland te worden geparachuteerd. Tijdens de radiocontacten met het BI maakte Mulder gebruik van de codenaam Gremlin. Tijdens zijn contacten in "het veld" gebruikte hij de schuilnaam Guus Bolman.

## Opdracht
Mulder had de opdracht om het radiocontact te verzorgen tussen de Groep Packard en het BI in Eindhoven.

## Plaats van tewerkstelling
Oorspronkelijk was het de bedoeling dat hij bij Zoetermeer zou springen, op het terrein van boer Wijsman langs de Zegwaardseweg, iets ten zuiden van Benthuizen. Maar tien dagen eerder was daar een dropping door de Duitsers ontdekt. Het terrein werd vervolgens bewaakt en was dus onbruikbaar geworden. Het alternatief werd een terrein bij Nieuwkoop met codenaam COD. Na zijn parachutering, in de nacht van 27 op 28 maart 1945, meldde Mulder zich volgens opdracht bij de Packard groep in Den Haag, en werkte daar tot 6 april 1945. Vervolgens reisde Mulder naar Utrecht en richtte daar een seinpost in. Deze diende ter vervanging van de seinpost van de agent Ben Buunk (1917-1945). Na de arrestatie van Buunk op 10 februari 1945 probeerden de agenten Karel Christiaan Mooiweer (1923-1971) en Pieter Bouman (1924-1945) de werkzaamheden van Buunk bij de Zendgroep Oost en het Inlichtingencentrum Oost voort te zetten. Ze werkten onder vrij moeilijke omstandigheden want evenals bij Buunk zat de Sicherheitsdienst (SD) de agenten op de hielen. In maart 1945 trok Mooiweer samen met Bouman van de ene plaats in Overijssel naar de andere. Steeds weer moesten zij hun werkzaamheden onderbreken omdat de accu's van hun zendapparatuur het lieten afweten. Om hun problemen enigszins te kunnen oplossen had Menco Mulder vanuit Londen vijf complete radiosets extra meegebracht. Mulder had voornamelijk tot taak 5 radiosets voor de Packardgroep naar Den Haag te brengen, alsmede een set voor het binnenlandse net. Voorts had hij opdracht als operator te dienen voor de meteo-dienst van de Packardgroep en bovendien materiaal voor de Packardgroep mede te nemen. Menco Mulder hoefde zich verder niet over de sets voor Mooiweer en Bouman te bekommeren. 

## Arrestatie
Mulder ging met grote energie en enthousiasme aan het werk. Na een week in Den Haag stuurde Henk Deinum, leider van de Packardgroep hem naar Utrecht. Hij seinde de militaire inlichtingen, die hij door de medewerkers van de Groep Packard kreeg aangeleverd, door aan het BI in Eindhoven. Na twee weken van hard werken sloeg het noodlot toe. De SD was op zoek naar wapens en overviel het adres Willem Barentszstraat 64 waar Mulder overnachtte. In eerste instantie lieten ze hem met rust maar na de vondst van zijn zender werd hij gearresteerd. Hij werd op Maliebaan 74 in Utrecht gevangengezet. Hij werd niet mishandeld. De volgende morgen bleek hij te zijn overleden. In opdracht van de SD werd sectie verricht door patholoog-anatoom prof. Nieuwenhuijse, die hartfalen als doodsoorzaak concludeerde. Hij werd begraven als Pieter Berg, met zes doodgeschoten verzetsstrijders op de 1e Begraafplaats. Pas op 27 juni werd Mulder geïdentificeerd door twee zwagers dankzij een, na zijn overlijden gemaakte, foto bij de Centrale Recherche Utrecht.

## Diepe verslagenheid
Onder de leden van de staf van het BI in Eindhoven heerste een diepe verslagenheid toen zij het bericht over de dood van Mulder vernamen. De grote moeite die Mulder zich had getroost om als agent deel uit te mogen maken van het Bureau Inlichtingen lag hun nog vers in het geheugen. In Londen had Mulder een plastische operatie aan zijn gezicht ondergaan. Om als geheim agent zo onopvallend mogelijk door het leven te kunnen gaan had hij een wijnvlek in zijn gezicht operatief laten verwijderen. Zijn parachutering boven bezet Nederland moest als gevolg van deze ingreep zelfs enkele maanden worden uitgesteld. Luitenant kolonel Jan Marginus Somer, het hoofd van het BI, zorgde er in eigen persoon voor dat Menco Mulder in diens geboorteplaats Haren met militaire eer werd herbegraven.

## Onderscheidingen
- De Bronzen Leeuw, KB nr. 8 van 30 augustus 1948 (postuum toegekend).
- Zijn naam staat vermeld op de Erelijst van Gevallenen 1940-1945.[2]
- Zijn naam staat vermeld op het monument op het Marineterrein in Amsterdam.[3]